# Lantian
El Comtat de Lantian (en xinès: 藍田縣 (tradicional) o 蓝田县 (simplificat); Lántián Xiàn (pinyin)) es troba sota l'administració de Xi'an, la capital de la província de Shaanxi, a la Xina. És un dels tretze comtats de Xi'an, el més oriental i el segon en extensió.

## Demografia
La població del comtat era de 622.763 habitants l'any 1999.

## Transport
- Hi passa la Carretera nacional de la Xina 312